# ست پیترسون
ست پیترسون (انگلیسی: Seth Peterson؛ زادهٔ ۱۶ اوت ۱۹۷۰) یک هنرپیشه اهل ایالات متحده آمریکا است.